# Westwall

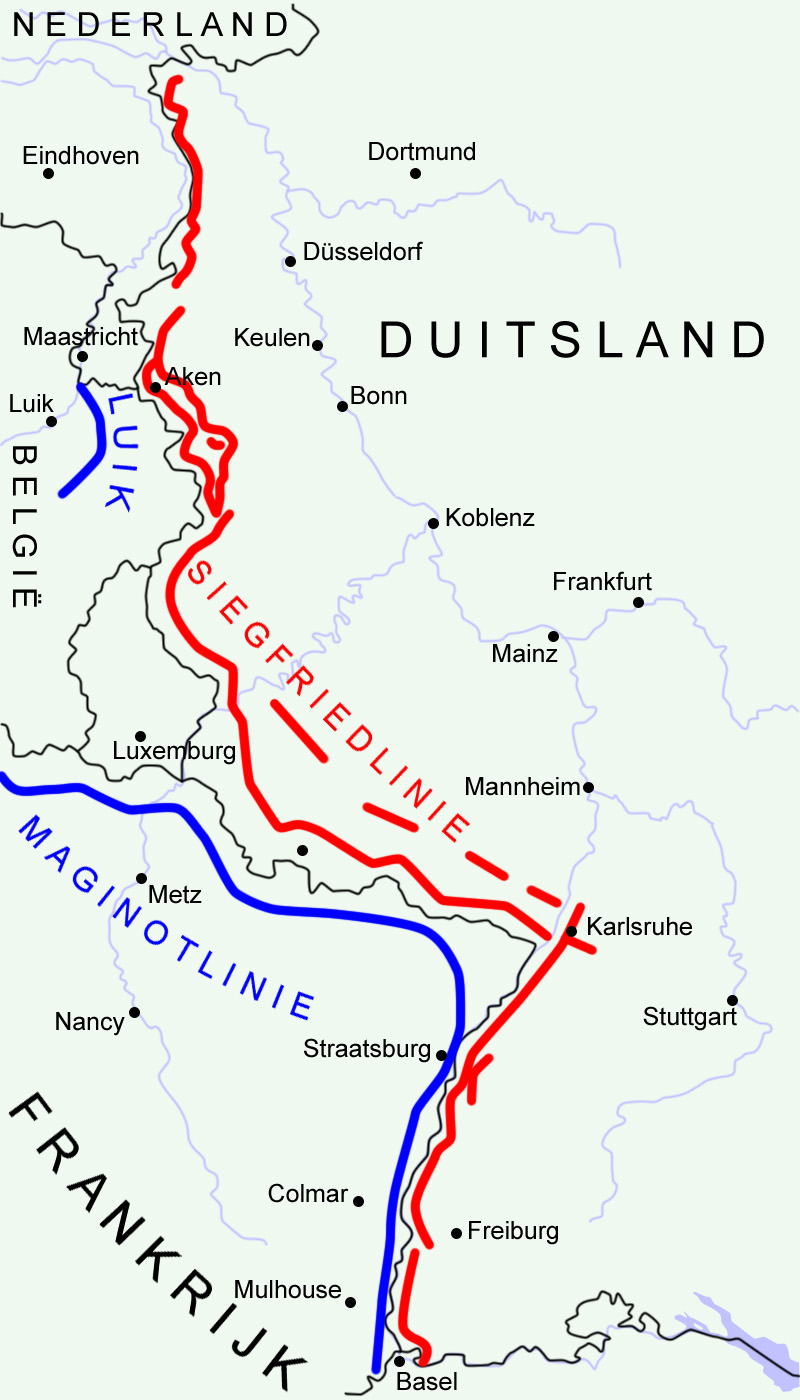
Westwall in rood, Maginotlinie in blauw

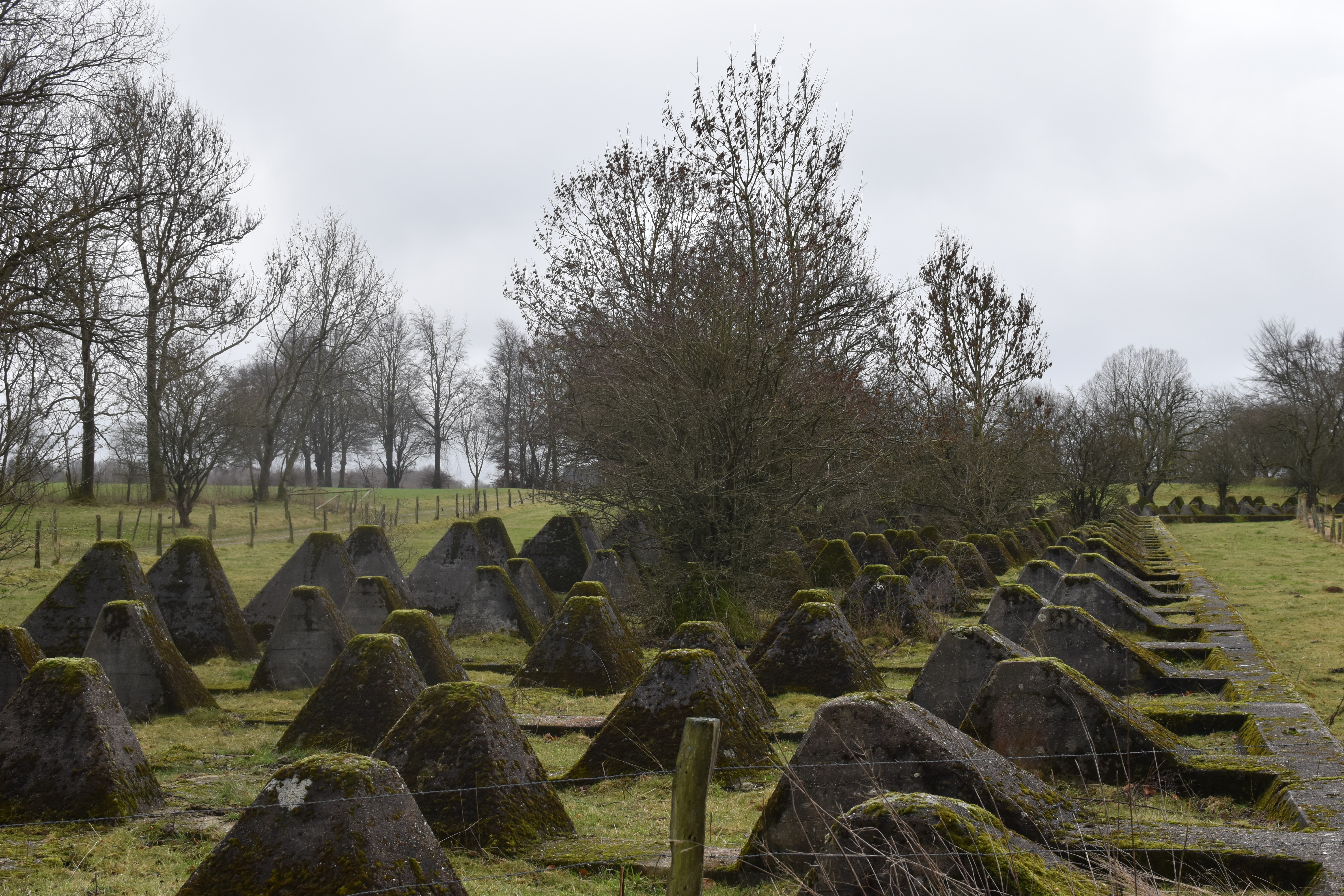
Drakentanden barrière uit de Westwall

De Westwall (of Siegfriedlinie bij de geallieerden) was een Duitse verdedigingslinie die vlak voor en tijdens de Tweede Wereldoorlog werd gebouwd en loopt van Kleef, aan de Nederlandse grens, tot aan de Zwitserse grens. De Westwall heeft een lengte van meer dan 630 km. De Westwall was een aaneenschakeling van (ondergrondse) bunkers, betonnen tankversperringen (ook wel drakentanden genoemd), mitrailleursnesten, prikkeldraadversperringen en mijnenvelden.
In de jaren voor de Tweede Wereldoorlog bouwden vele Europese staten eigen verdedigingslinies. Daarom bouwden de Duitsers in het oosten en het westen van Duitsland een verdedigingslinie; respectievelijk Ostwall en Westwall genoemd.
De Westwall werd gebouwd tussen 1936 en 1945 in opdracht van Adolf Hitler. De leiding van de werken werd in 1938 toevertrouwd aan ingenieur Fritz Todt. De linie in het westen (Westwall) was een reactie op de Franse Maginotlinie, een gigantisch fortenstelsel langs de Duitse grens, dat de Duitsers veel ontzag inboezemde.
Het bouwproject is vergelijkbaar in omvang met de aanleg van de Duitse snelwegen waardoor duizenden mensen aan het werk konden. De werking was psychologisch en strategisch bedoeld: als oppepper voor de Duitse bevolking en als afschrikking voor de Fransen.
Het strategische voordeel dat Hitler met zijn Westwall behaalde bleek in september 1939. Er waren slechts 100.000 à 200.000 soldaten in de linie gelegerd, terwijl de hoofdmacht in Polen was. Frankrijk had hiertegenover 100 divisies (bijna 800.000 man). In deze periode ontstond de Sitzkrieg, kleine plaagacties over en weer, waaronder het Saaroffensief. Men was overtuigd van de kwaliteit van elkaars verdedigingslinies, beide landen durfden elkaar niet frontaal aan te vallen. Duitsland had daar geen dringende reden toe; de strijd in Polen was waar het hen om ging. De Fransen hadden echter geen alternatief om Duitsland onder druk te zetten om zich terug te trekken uit Polen. In mei 1940, toen Polen was verdeeld tussen Duitsland en de Sovjet-Unie, vielen de Duitse troepen wel aan.  
De Westwall kan echter niet worden vergeleken met de Maginotlinie. Het was een totaal ander concept, gebaseerd op ervaringen in de Eerste Wereldoorlog. De Duitsers geloofden meer in 'kleine' gevechtsopstellingen die elkaar onderling konden steunen met diepte in de verdediging. Het oorspronkelijke concept werd echter in 1944 snel aangepast. Men dacht in de jaren dertig de gevechten vanuit de bunkers te moeten voeren, maar deze bleken in 1944 eerder dienst te doen als 'betonnen muizenvallen'. Het nieuwe concept uit 1944 betekende dat de bunkers bescherming moesten bieden tijdens beschietingen, maar dat gevechten vanuit opstellingen buiten de bunkers gevoerd werden.
In 1944 bood de verouderde Westwall een veilige schuilplaats voor de terugtrekkende Duitse eenheden. Door logistieke problemen aan geallieerde kant en een onterecht ontzag voor de Westwall kregen de Duitsers ook nog eens tijd voor een reorganisatie van hun verdedigingswerken. Dit gebeurde onder leiding van veldmaarschalk Walter Model. Toen de geallieerden vanaf half september 1944 de opmars hervatten, ontstonden verbeten en felle gevechten, waarna de opmars snel vastliep. Omdat in die tijd ook de Slag om Arnhem door de geallieerden verloren werd en in december 1944 het Duitse tegenoffensief in de Ardennen moest worden teruggeslagen (Slag om de Ardennen), duurde het tot maart 1945 voordat de geallieerden door konden breken op Duits grondgebied.
Na de oorlog werd de verantwoordelijkheid voor het verwijderen van de opstellingen bij de respectievelijke bezettingsmachten gelegd. Vandaar dat de linie eigenlijk niet meer bestaat. De enige zichtbare resten zijn de antitankhindernissen en wat vreemde bulten in het landschap. Op sommige plaatsen probeert men nu de resten van de Westwall te beschermen. Er zijn enkele musea ingericht in oude bunkers, bijvoorbeeld het Westwallmuseum bij Irrel. Zeldzame dieren en planten vinden een perfect tehuis in de vochtige en donkere ruïnes.